# Sofiivka, Kompaniivka
Sofiivka (în ucraineană Софіївка) este localitatea de reședință a comunei Sofiivka din raionul Kompaniivka, regiunea Kirovohrad, Ucraina.

## Demografie
Componența lingvistică a localității Sofiivka
     Ucraineană (93,98%)
     Rusă (2,55%)
     Alte limbi (1,45%)
Conform recensământului din 2001, majoritatea populației localității Sofiivka era vorbitoare de ucraineană (93,98%), existând în minoritate și vorbitori de rusă (2,55%).